# Scandal (singolo)
Scandal è un singolo del gruppo musicale britannico Queen, pubblicato il 9 ottobre 1989 come quarto estratto dal tredicesimo album in studio The Miracle.

## Descrizione
Il brano è partito da un'idea del chitarrista Brian May e completato dai restanti componenti del gruppo e parla dei problemi che i Queen avevano con la stampa in quel periodo. Il riferimento va in particolare al divorzio che aveva avuto May dalla moglie e alle indiscrezioni sulla salute del cantante Freddie Mercury, dal momento che questi ancora non aveva annunciato pubblicamente di essere affetto da AIDS. In realtà, i giornalisti britannici non avevano mai avuto un bel rapporto con i Queen, da qui infatti la decisione di Mercury di tenere segreta a tutti la notizia della sua malattia fino al giorno precedente la sua morte.

## Promozione
Il singolo è stato distribuito nell'ottobre 1989 accompagnato dal brano My Life Has Been Saved come b-side; esso è stato inciso durante le sessioni di registrazione di The Miracle ed escluso dalla lista tracce finale. Una nuova versione è stata inclusa nell'album Made in Heaven del 1995.
Nel 2010 Scandal è stato incluso nel cofanetto Queen: The Singles Collection Volume 3.

## Video musicale
Il video, girato dai Torpedo Twins il 27 settembre 1989, mostra i Queen esibirsi su un palco progettato per assomigliare proprio a un giornale. Inoltre, come testata di quest'ultimo, c'è la scritta "WE WANT IT ALL", chiaro riferimento ad un'altra canzone dello stesso album The Miracle, I Want It All.

## Tracce
7" CD
- "Scandal (Album Version)" - 4:42
- "My Life Has Been Saved" - 3:15

12" CD
- "Scandal (12" Mix)" - 6:23
- "My Life Has Been Saved" - 3:15
- "Scandal (Album Version)" - 4:42

## Formazione
Gruppo
- Freddie Mercury - voce, cori
- Brian May - chitarra, tastiera
- John Deacon - basso
- Roger Taylor - batteria

Altri musicisti
- David Richards - sintetizzatore